# Воновія Рурштадіон
«Воновія Рурштадіон» (нім. Vonovia Ruhrstadion) — футбольний стадіон в Бохумі, Німеччина, домашня арена ФК «Бохум».
Стадіон відкритий 1911 року як футбольне поле. У 1921 році побудованій споруді надано статус стадіону. 1950 року вперше встановлено місця для сидіння. У 1972 на стадіоні встановлено освітлення. Протягом 1976—1979 років реконструйовано трибуни.1997 року розширено кількість місць. У 2003 встановлено коментаторсько-контрольний пункт. Протягом 2009—2010 років здійснено чергове розширення та загальна реконструкція стадіону.

## Історія
У 1911 ФК ТуС Бохум орендував поле у місцевого фермера як новий майданчик. Клуб провів перший матч на новому майданчику проти ФК Хамм в присутності 500 глядачів. ТуС Бохум не відбудовував стадіон після Першої світової війни.
Стадіон має місткість 29 299 осіб. Початкова місткість становила понад 50 000, проте вона зменшилася внаслідок модифікацій стадіону. Сам стадіон розширювався в березні 1976 року і в липні 1979 року. Перший матч після збільшення, у якому «Бохум» приймав «Ваттеншайд», відбувся 21 липня 1979. Це розширення можна технічно вважати повним і виконано з юридичних причин.
Девід Бові виступив на стадіоні, під час свого туру, 15 червня 1983 року.
На стадіоні відбувся матч Ліги чемпіонів УЄФА між клубами ЦСКА (Москва) і «Рейнджерс», в грудні 1992 року. Матч був перенесений в Бохум через несприятливі погодні умови в Москві.
Перед початком сезону 2006/2007 був підписаний контракт між футбольним клубом «Бохум» та комунальним підприємством «Штадверке Бохум». За умовами угоди стадіон був перейменований в «Ревірпауерштадіон» терміном на п'ять років, до 2011 року. У 2011 році договір був продовжений ще на п'ять років.
У 2016 році серед уболівальників «Бохума» проводилося голосування щодо вибору кращих гравців і тренерів клубу за весь час його існування. Учасники символічного «залу слави» увічнені на домашньому стадіоні — імена шістнадцяти місцевих футбольних легенд прикрасили колони, провідні до входу в арену.
У 2004 році Бохумська арена приймала матчі чемпіонату Європи U-21. У тому числі фінал турніру, у якому збірна Італії обіграла Сербію і Чорногорію з рахунком 3:0.
У 2011 році на стадіоні проходили матчі групового етапу чемпіонату світу серед жінок.
В 2016 році стадіон змінив спонсорську назву на «Воновія Рурштадіон». Vonovia — найбільший німецький оператор нерухомості, що входить в індекс DAX.